# Marcillat
Pour les articles homonymes, voir Marcillat (homonymie).
Marcillat est une commune française située dans le département du Puy-de-Dôme, en région Auvergne-Rhône-Alpes.

## Géographie

### Localisation
Marcillat est située au nord du département du Puy-de-Dôme. Six communes sont limitrophes :
| Saint-Gal-sur-Sioule |                        | Saint-Quintin-sur-Sioule |
| Pouzol               | Marcillat              |                          |
| Saint-Pardoux        | Saint-Hilaire-la-Croix | Champs                   |

### Climat
Pour des articles plus généraux, voir Climat d'Auvergne-Rhône-Alpes et Climat du Puy-de-Dôme.
En 2010, le climat de la commune est de type climat océanique dégradé des plaines du Centre et du Nord, selon une étude du Centre national de la recherche scientifique s'appuyant sur une série de données couvrant la période 1971-2000. En 2020, Météo-France publie une typologie des climats de la France métropolitaine dans laquelle la commune est exposée à un climat de montagne ou de marges de montagne et est dans une zone de transition entre les régions climatiques « Ouest et nord-ouest du Massif Central » et « Nord-est du Massif Central ». 
Pour la période 1971-2000, la température annuelle moyenne est de 10,6 °C, avec une amplitude thermique annuelle de 15,8 °C. Le cumul annuel moyen de précipitations est de 808 mm, avec 11,2 jours de précipitations en janvier et 7,3 jours en juillet. Pour la période 1991-2020, la température moyenne annuelle observée sur la station météorologique de Météo-France la plus proche, « Echassières_sapc », sur la commune d'Échassières à 14 km à vol d'oiseau, est de 10,3 °C et le cumul annuel moyen de précipitations est de 847,3 mm,. Pour l'avenir, les paramètres climatiques de la commune estimés pour 2050 selon différents scénarios d'émission de gaz à effet de serre sont consultables sur un site dédié publié par Météo-France en novembre 2022.

## Urbanisme

### Typologie
Au 1er janvier 2024, Marcillat est catégorisée commune rurale à habitat dispersé, selon la nouvelle grille communale de densité à sept niveaux définie par l'Insee en 2022.
Elle est située hors unité urbaine. Par ailleurs la commune fait partie de l'aire d'attraction de Clermont-Ferrand, dont elle est une commune de la couronne,. Cette aire, qui regroupe 209 communes, est catégorisée dans les aires de 200 000 à moins de 700 000 habitants,.

### Occupation des sols
L'occupation des sols de la commune, telle qu'elle ressort de la base de données européenne d’occupation biophysique des sols Corine Land Cover (CLC), est marquée par l'importance des territoires agricoles (72,4 % en 2018), une proportion sensiblement équivalente à celle de 1990 (72,6 %). La répartition détaillée en 2018 est la suivante : prairies (51,5 %), forêts (27,6 %), zones agricoles hétérogènes (20,9 %). L'évolution de l’occupation des sols de la commune et de ses infrastructures peut être observée sur les différentes représentations cartographiques du territoire : la carte de Cassini (XVIIIe siècle), la carte d'état-major (1820-1866) et les cartes ou photos aériennes de l'IGN pour la période actuelle (1950 à aujourd'hui).

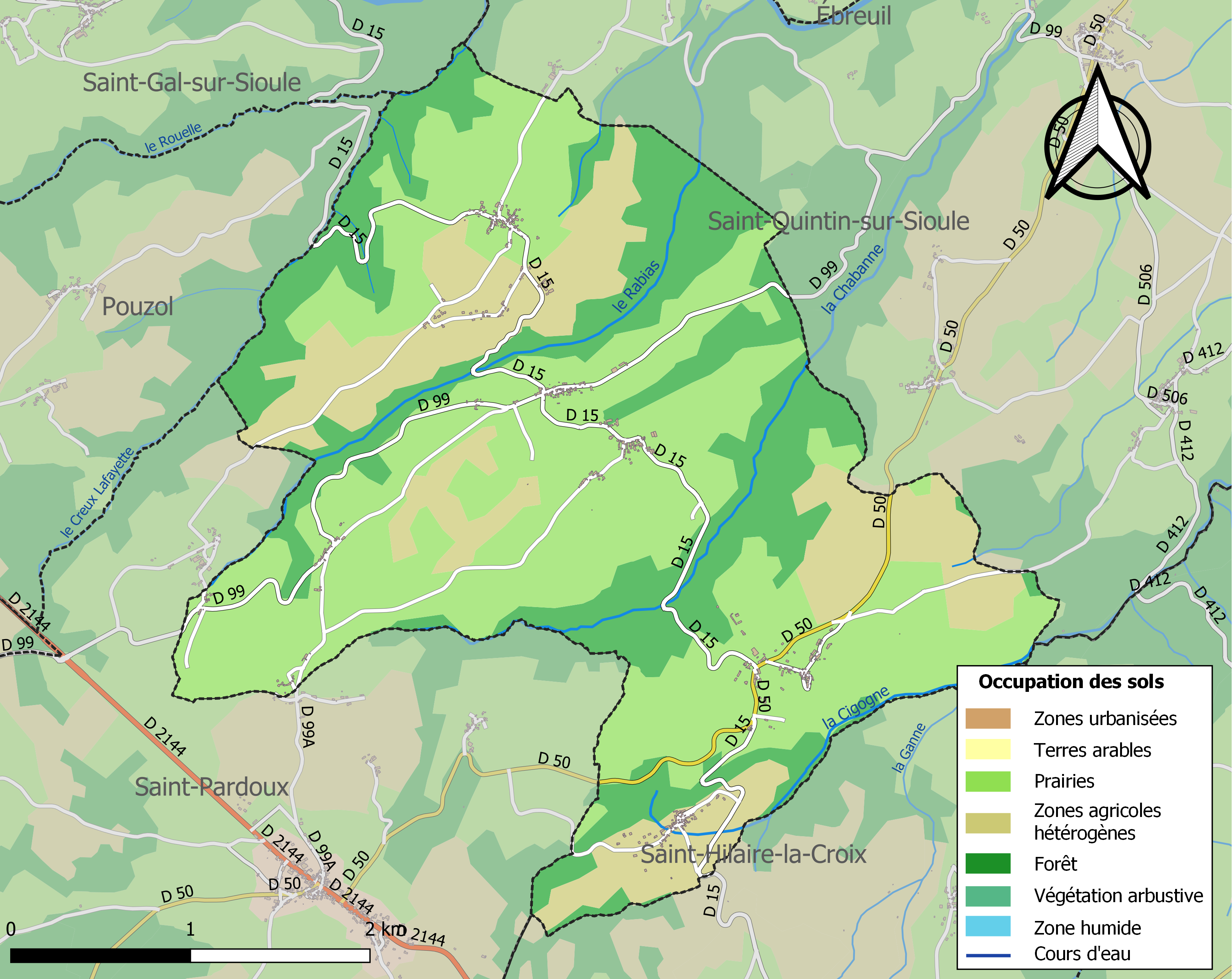
Carte des infrastructures et de l'occupation des sols de la commune en 2018 (CLC).

### Voies de communication et transports
Le territoire communal est traversé par les routes départementales 15 (reliant Saint-Gal-sur-Sioule au nord-ouest à Saint-Hilaire-la-Croix au sud, vers la route départementale 2144, ancienne route nationale 144, en direction de Riom et Clermont-Ferrand), 50 (reliant Ébreuil et Saint-Quintin-sur-Sioule, au nord-est, à Saint-Pardoux, vers la D 2144, en direction de Saint-Éloy-les-Mines ; cette route passe par le lieu-dit Mathas), 99 (reliant Saint-Quintin-sur-Sioule à la D 2144 à l'ouest) et 99a.

## Toponymie
De l'anthrotoponyme gallo-romain Marcilliacum.

## Histoire
Deux seigneuries se partageaient le territoire de la commune sous l'Ancien Régime : la seigneurie de Marcillat et la seigneurie de Matha(s), qui ont souvent appartenu aux mêmes familles. De la seconde, il reste la tour de Mathas, au village de ce nom.

## Politique et administration

### Découpage territorial
La commune de Marcillat est membre de la communauté de communes Combrailles Sioule et Morge, un établissement public de coopération intercommunale (EPCI) à fiscalité propre créé le 1er janvier 2017 dont le siège est à Manzat. Ce dernier est par ailleurs membre d'autres groupements intercommunaux. Jusqu'en 2016, elle était membre de la communauté de communes du Pays de Menat.
Sur le plan administratif, elle est rattachée à l'arrondissement de Riom, à la circonscription administrative de l'État du Puy-de-Dôme et à la région Auvergne-Rhône-Alpes. Jusqu'en mars 2015, elle faisait partie du canton de Menat.
Sur le plan électoral, elle dépend du canton de Saint-Georges-de-Mons pour l'élection des conseillers départementaux, depuis le redécoupage cantonal de 2014 entré en vigueur en 2015, et de la deuxième circonscription du Puy-de-Dôme pour les élections législatives, depuis le dernier découpage électoral de 2010 (sixième circonscription avant 2010).

### Élections municipales et communautaires

#### Élections de 2020
Le conseil municipal de Marcillat, commune de moins de 1 000 habitants, est élu au scrutin majoritaire plurinominal à deux tours avec candidatures isolées ou groupées et possibilité de panachage. Compte tenu de la population communale, le nombre de sièges à pourvoir lors des élections municipales de 2020 est de 11. Sur les vingt-et-un candidats en lice, onze ont été élus dès le premier tour, le 15 mars 2020, avec un taux de participation de 77,31 %.

#### Chronologie des maires

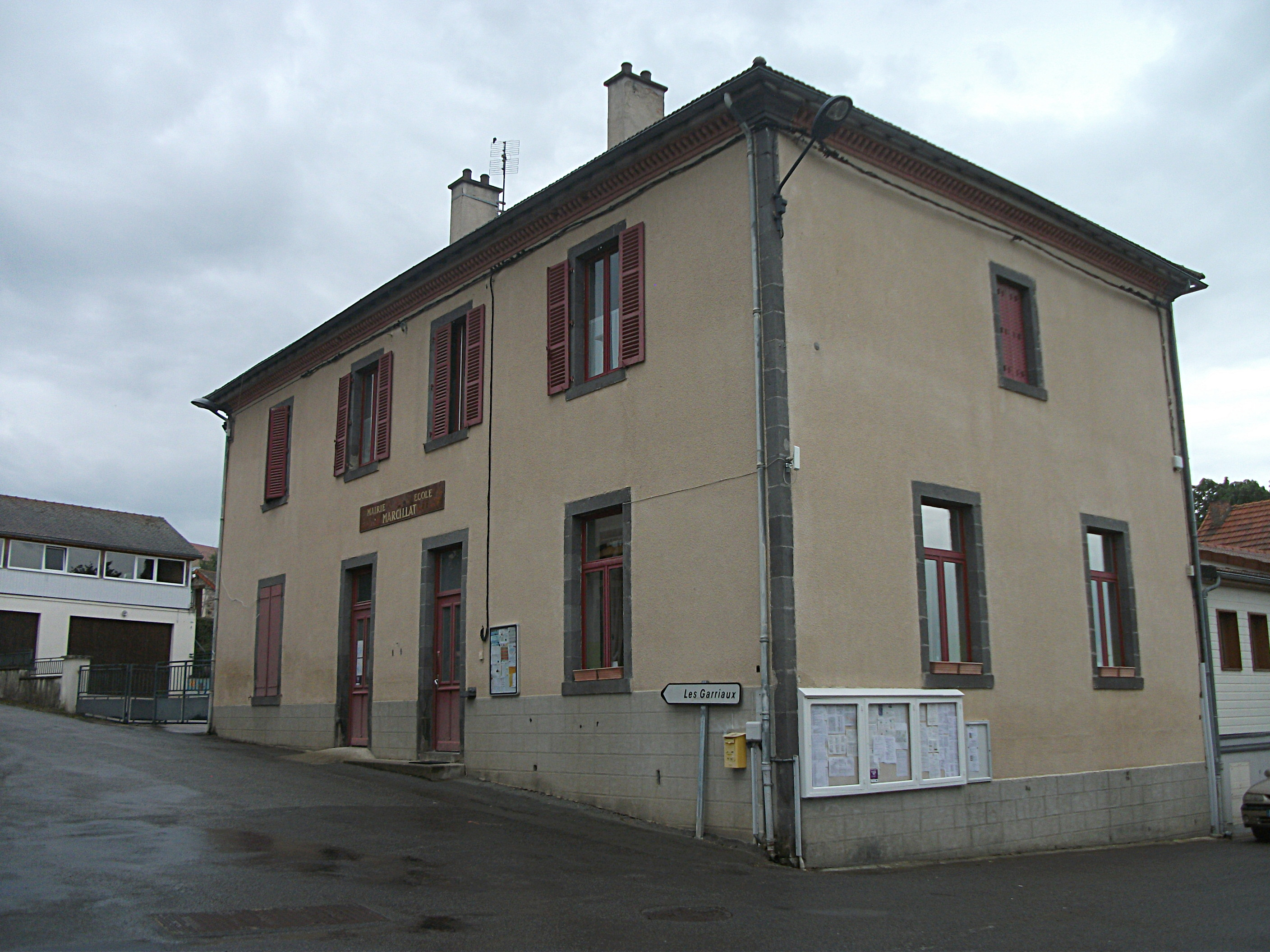
La mairie.

| Période   | Période                         | Identité                        | Étiquette | Qualité                                                                      |
| --------- | ------------------------------- | ------------------------------- | --------- | ---------------------------------------------------------------------------- |
| 1794      |                                 | Laniray                         |           |                                                                              |
| 1800      | 1807                            | Jean Mathieu                    |           |                                                                              |
|           |                                 |                                 |           |                                                                              |
| 1811      | 1822                            | Etienne Migeon                  |           |                                                                              |
| 1822      | 1832                            | François-Gilbert Mandet         |           |                                                                              |
| 1832      | 1837                            | Jean Mathieu                    |           |                                                                              |
| 1837      | 1848                            | Étienne Lescure                 |           |                                                                              |
| 1848      | 1849                            | Marien Laniray                  |           |                                                                              |
| 1849      | 1852                            | Jean Mathieu                    |           |                                                                              |
| 1852      | 1853                            | Étienne Lescure                 |           |                                                                              |
| 1853      | 1861                            | Marien Laniray                  |           |                                                                              |
| 1861      | 1866                            | Annet Channier                  |           |                                                                              |
| 1866      | 1876                            | Charles-Joseph-Amédée du Crozet |           | Avocat à la cour d'appel de Riom                                             |
| 1876      | 1877                            | Gilbert Lescure                 |           |                                                                              |
| 1877      | 1882                            | Antoine Mosnier                 |           |                                                                              |
| 1882      | 1888                            | Gilbert Lescure                 |           |                                                                              |
| 1888      | 1900                            | Jean Mathieu                    |           |                                                                              |
| 1900      | 1929                            | Gervais Fourtin                 |           |                                                                              |
| 1929      | 1929                            | Simon Miolane                   |           |                                                                              |
| 1929      | 1935                            | Antonin Jaffeux                 |           |                                                                              |
| 1935      | 1944                            | Alphonse Jaffeux                |           |                                                                              |
| 1944      | mai 1953                        | Marcel Malcourant               |           |                                                                              |
| mai 1953  | juin 1995                       | Marcel Peyronnet                |           |                                                                              |
| juin 1995 | En cours (au 24 septembre 2021) | Bernard Lescure,                | PCF       | Retraité de l'enseignement Conseiller général du canton de Menat (2008-2015) |

## Population et société

### Démographie
L'évolution du nombre d'habitants est connue à travers les recensements de la population effectués dans la commune depuis 1793. Pour les communes de moins de 10 000 habitants, une enquête de recensement portant sur toute la population est réalisée tous les cinq ans, les populations de référence des années intermédiaires étant quant à elles estimées par interpolation ou extrapolation. Pour la commune, le premier recensement exhaustif entrant dans le cadre du nouveau dispositif a été réalisé en 2006.

En 2022, la commune comptait 342 habitants, en évolution de +22,14 % par rapport à 2016 (Puy-de-Dôme : +2,1 %, France hors Mayotte : +2,11 %).
| 1793 | 1800 | 1806 | 1821 | 1831 | 1836 | 1841 | 1846 | 1851 |
| ---- | ---- | ---- | ---- | ---- | ---- | ---- | ---- | ---- |
| 546  | 649  | 571  | 677  | 708  | 776  | 779  | 742  | 751  |

| 1856 | 1861 | 1866 | 1872 | 1876 | 1881 | 1886 | 1891 | 1896 |
| ---- | ---- | ---- | ---- | ---- | ---- | ---- | ---- | ---- |
| 754  | 717  | 719  | 726  | 760  | 786  | 775  | 797  | 782  |

| 1901 | 1906 | 1911 | 1921 | 1926 | 1931 | 1936 | 1946 | 1954 |
| ---- | ---- | ---- | ---- | ---- | ---- | ---- | ---- | ---- |
| 726  | 730  | 662  | 575  | 529  | 460  | 439  | 386  | 308  |

| 1962 | 1968 | 1975 | 1982 | 1990 | 1999 | 2006 | 2011 | 2016 |
| ---- | ---- | ---- | ---- | ---- | ---- | ---- | ---- | ---- |
| 316  | 304  | 232  | 235  | 213  | 202  | 195  | 264  | 280  |

| 2021 | 2022 | - | - | - | - | - | - | - |
| ---- | ---- | - | - | - | - | - | - | - |
| 325  | 342  | - | - | - | - | - | - | - |

## Culture locale et patrimoine

### Lieux et monuments
- Tour de Mathas, vestige de l'ancienne seigneurie de Mathas, au village de Mathas, sur la route d'Ébreuil à Saint-Pardoux.